# 和泉化成
和泉化成株式会社（いずみかせい、IZUMI KASEI Co.,Ltd.）は、愛知県一宮市に本社を置くプラスチック製品メーカーである。

## 概要
主に家庭用プラスチック製品の製造・販売を手掛けている。主力商品は、量販店や100円ショップ向けの低価格プラスチック用品（カラーボックス、ラック、バインダーなど）である。

## 沿革
- 1967年（昭和42年）11月 - 愛知県稲沢市に和泉化成工業所を設立[1]。
- 1970年（昭和45年）3月 - 和泉化成株式会社に組織変更[1]。
- 1974年（昭和49年）11月 - イズミ印プラスチック家庭用品の販売を開始[1]。
- 1981年（昭和56年）6月 - 本社を稲沢市から一宮市へ移転[1]。
- 2008年（平成20年）11月 - 本社を現在地に移転[1]。